# Acronicta cretata
Acronicta cretata är en fjärilsart som beskrevs av Smith 1897. Acronicta cretata ingår i släktet Acronicta och familjen nattflyn. Inga underarter finns listade i Catalogue of Life.